# Макарьевский уезд (Костромская губерния)
Мака́рьевский уезд — административно-территориальная единица Костромской губернии Российской империи и Иваново-Вознесенской губернии РСФСР, существовавшая в 1778—1929 годах. Уездный город — Макарьев.

## География
Уезд располагался на юге Костромской губернии, площадь уезда в 1897 году составляла 10 652,4 верст² (12 123 км²).
В составе Иваново-Вознесенской губернии уезд располагался на северо-востоке, площадь в 1926 году составляла 8 153 км².

## История
Макарьевский уезд в составе Унженской области Костромского наместничества был образован в 1778 года в ходе административной реформы Екатерины II на территории бывшего Унженского уезда. С 1796 года Макарьевский уезд был в составе Костромской губернии.
В 1896 году на левом берегу Волги, выше города Юрьевца, был открыт лесопильный завод Лицова.
В 1918 году из части территории Макарьевского уезда был образован Ковернинский уезд.
В 1922 году уезд был передан в Иваново-Вознесенскую губернию. При этом Кусская и Пограничная волости были переданы в Галичский уезд.
14 января 1929 года Иваново-Вознесенская губерния и все её уезды были упразднены, большая часть Макарьевского уезда вошла в состав Макарьевского района Кинешемского округа Ивановской Промышленной области.

## Административное деление
В 1890 году в состав уезда входило 27 волостей
| № п/п | Волость            | Волостное правление | Число селений | Население |
| ----- | ------------------ | ------------------- | ------------- | --------- |
| 1     | Бортновская        | д. Бортная          | 16            | 3319      |
| 2     | Боярская           | д. Большая Боярская | 98            | 8731      |
| 3     | Валовская          | д. Ильино           | 15            | 1541      |
| 4     | Верхне-Нейская     | д. Николо-Торжок    | 26            | 2176      |
| 5     | Дорофеевская       | с. Дорофеево        | 36            | 3851      |
| 6     | Завражная          | с. Завражье         | 154           | 14300     |
| 7     | Зарецкая           | д. Заречье          | 27            | 5643      |
| 8     | Ильинско-Заборская | с. Ильинское        | 38            | 8028      |
| 9     | Каргинская         | с. Каргино          | 55            | 4312      |
| 10    | Ковернинская       | с. Ковернино        | 92            | 13405     |
| 11    | Костаровская       | с. Словинка         | 29            | 1439      |
| 12    | Кусская            | д. Якимцево         | 45            | 3913      |
| 13    | Ловыгинская        | д. Ловыгино         | 95            | 6969      |
| 14    | Мамонтовская       | с. Мамонтово        | 14            | 1921      |
| 15    | Марковицкая        | д. Марковица        | 24            | 5292      |
| 16    | Немденская         | д. Жуково           | 16            | 2082      |
| 17    | Нижне-Нейская      | д. Стариково        | 37            | 3022      |
| 18    | Пелеговская        | с. Пелегово         | 10            | 1682      |
| 19    | Пограничная        | д. Курилово         | 19            | 2503      |
| 20    | Скоробогатовская   | с. Скоробогатово    | 54            | 4485      |
| 21    | Словинская         | с. Словинка         | 37            | 3501      |
| 22    | Сокольская         | с. Сокольское       | 53            | 4455      |
| 23    | Тимошинская        | с. Тимошино         | 10            | 1745      |
| 24    | Унженская          | с. Дешуково         | 24            | 2649      |
| 25    | Чернышевская       | с. Чернышево        | 13            | 1133      |
| 26    | Чудская            | с. Михайловское     | 32            | 2672      |
| 27    | Юровская           | с. Большое Юрово    | 4             | 1642      |

В 1913 году в уезде было 2 заштатных города Кадый и Унжа и 27 волостей: упразднена Костаровская волость, образована Бельбажская волость (д. Вязовка).
В 1926 году в уезде было 7 волостей:
- Кадыйская,
- Николо-Макаровская,
- Макарьевская,
- Словинская,
- Салтановская (Солтановская),
- Тимошинская,
- Унженская.

## Уездные предводители дворянства
- 1824—1825 Верховский Михаил Иванович
- 1834—1843 Верховский Михаил Иванович

## Население
По данным переписи 1897 года в уезде проживало 144 571 чел. В том числе русские — 99,9 %. В уездном городе Макарьеве проживало 6 046 чел., в заштатных Кадые и Унже — 1 095 и 1 284 чел. соответственно.
По итогам всесоюзной переписи населения 1926 года население уезда составило 64 777 человек, из них городское — 8 192 человек.